# Elena Giacomuzzi
Elena Giacomuzzi, née le 8 janvier 1969, est une coureuse cycliste italienne, spécialiste du VTT cross-country marathon.

## Biographie
Le plus grand résultat de sa carrière a lieu en 2006 lorsqu'elle a terminé troisième de la Coupe du monde de cross-country marathon derrière Pia Sundstedt et Esther Süss. Cette année-là, elle est montée pour la seule fois de sa carrière sur le podium d'une manche à Val Thorens.
En 2011, elle remporte la médaille de bronze du cross-country marathon aux championnats d'Europe de Kleinzell, derrière Sundstedt et Sally Bigham. 
En juin 2012, elle est contrôlée positive après sa troisième place au championnat d'Italie de cross-country marathon. Initialement suspendue quatre ans, la peine est réduite à un an en raison de sa coopération avec les autorités antidopage.

## Palmarès en VTT

### Coupe du monde
- Coupe du monde de cross-country marathon
  - 2006 : 3e du classement général, un podium à Val Thorens
  - 2007 : 7e du classement général

### Championnats d'Europe
- Tambre 2006
  - 4e du cross-country marathon
- Kleinzell 2011
  -  Médaillée de bronze du cross-country marathon

### Championnats d'Italie
- 2001
  - 3e du cross-country
- 2002
  - 2e du cross-country
- 2005
  - 2e du cross-country
- 2008
  - 3e du cross-country
- 2010
  - 2e du cross-country
- 2011
  - 2e du cross-country marathon
- 2012
  - 3e du cross-country marathon